# 홋피 카미야마
홋피 카미야마(일본어: ホッピー神山、本名：神山暁雄, 1960-)는 일본의 키보디스트, 작곡가, 편곡, 음악 프로듀서다. 사이타마현 시키시 출생.

## 개요
1981년 펑키 스에요시(ファンキー末吉)의 권유로 밴드 밥건(爆風銃)에 가입했고 83년에 밴드가 해산된다. 이후 핑크 (일본 밴드)에 가입해 83년에 메이저 데뷔를 했다. 핑크 해산 후 국내외 언더그라운드 씬에서 활발히 활동을 시작했다.
스티브 에토, 시미즈 히로타카부터 코이즈미 쿄코, 히무로 쿄스케, 센티멘탈 버스, 차라, 주디 앤 마리 등을 프로듀싱하거나 어레인징했다.
현재 밴드 다이몬지(大文字, 요시다 타츠야, 나스노 미츠루) 외에도 여러 가지 프로젝트 활동을 병행중이다. 인디레이블 갓 마운틴(God Mountain)도 운영중이다. 하치조섬에서 거주중.

## 편곡 작품
- レピッシュ
- 鈴木雅之「ガラス越しに消えた夏」（編曲）
- 田原俊彦「君に出来ないすべて」（編曲）
- 吉川晃司「Black Corvette」（編曲）
- UP-BEAT「Eden」（作・編曲）
- 氷室京介「Virgin Beat」（編曲）
- 米米CLUB「NICE TO MEET YOU」（編曲）
- TETSU69「Pretender」（編曲）
- 호테이 토모야스「WIND BLOWS INSIDE OF EYES」（「GUITARHYTHM」収録／作曲・編曲※布袋・藤井丈司との共作）
- 코이즈미 쿄코「3001年のスターシップ」（編曲）
- うしろゆびさされ組「Dan Dan赤ずきん」（編曲）
- asianTrinity「ピアノコンチェルト」（編曲）